# Dalseo-gu
Dalseo-gu (koreanska: 달서구) är ett stadsdistrikt i staden Daegu i Sydkorea. Den ligger i den centrala delen av landet, 240 km sydost om huvudstaden Seoul.  Antalet invånare är 568 481 (2020).

## Administrativ indelning
Dalseo-gu består av 22 stadsdelar (dong):
Bon-dong,
Bonri-dong,
Dowon-dong,
Duryu1․2-dong,
Duryu 3-dong,
Gamsam-dong,
Igok1-dong,
Igok2-dong,
Janggi-dong,
Jincheon-dong,
Jukjeon-dong,
Sangin1-dong,
Sangin2-dong,
Sangin3-dong,
Seongdang-dong,
Sindang-dong,
Songhyeon1-dong,
Songhyeon2-dong,
Wolseong1-dong,
Wolseong2-dong,
Yongsan1-dong och
Yongsan2-dong.